# Bacliff

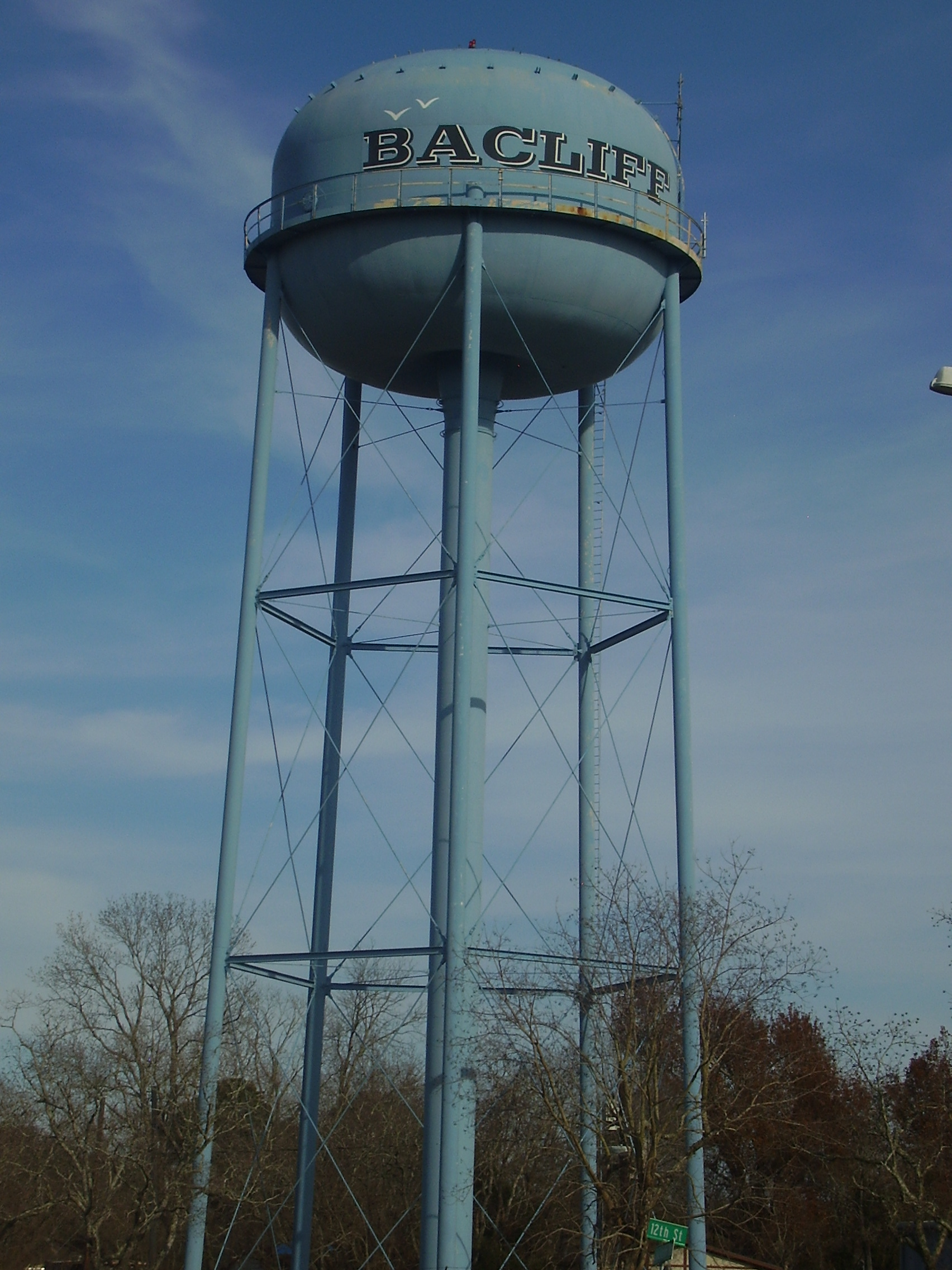
Torre de agua de Bacliff

Bacliff es un lugar designado por el censo ubicado en el condado de Galveston en el estado estadounidense de Texas. En el Censo de 2010 tenía una población de 8.619 habitantes y una densidad poblacional de 1.238,03 personas por km².

## Geografía
Bacliff se encuentra ubicado en las coordenadas 29°30′26″N 94°59′14″O / 29.50722, -94.98722. Según la Oficina del Censo de los Estados Unidos, Bacliff tiene una superficie total de 6.96 km², de la cual 6.56 km² corresponden a tierra firme y (5.84%) 0.41 km² es agua.

## Demografía
Según el censo de 2010, había 8.619 personas residiendo en Bacliff. La densidad de población era de 1.238,03 hab./km². De los 8.619 habitantes, Bacliff estaba compuesto por el 74.29% blancos, el 3.48% eran afroamericanos, el 0.75% eran amerindios, el 2.82% eran asiáticos, el 0.07% eran isleños del Pacífico, el 15.85% eran de otras razas y el 2.74% pertenecían a dos o más razas. Del total de la población el 37.08% eran hispanos o latinos de cualquier raza.

## Educación

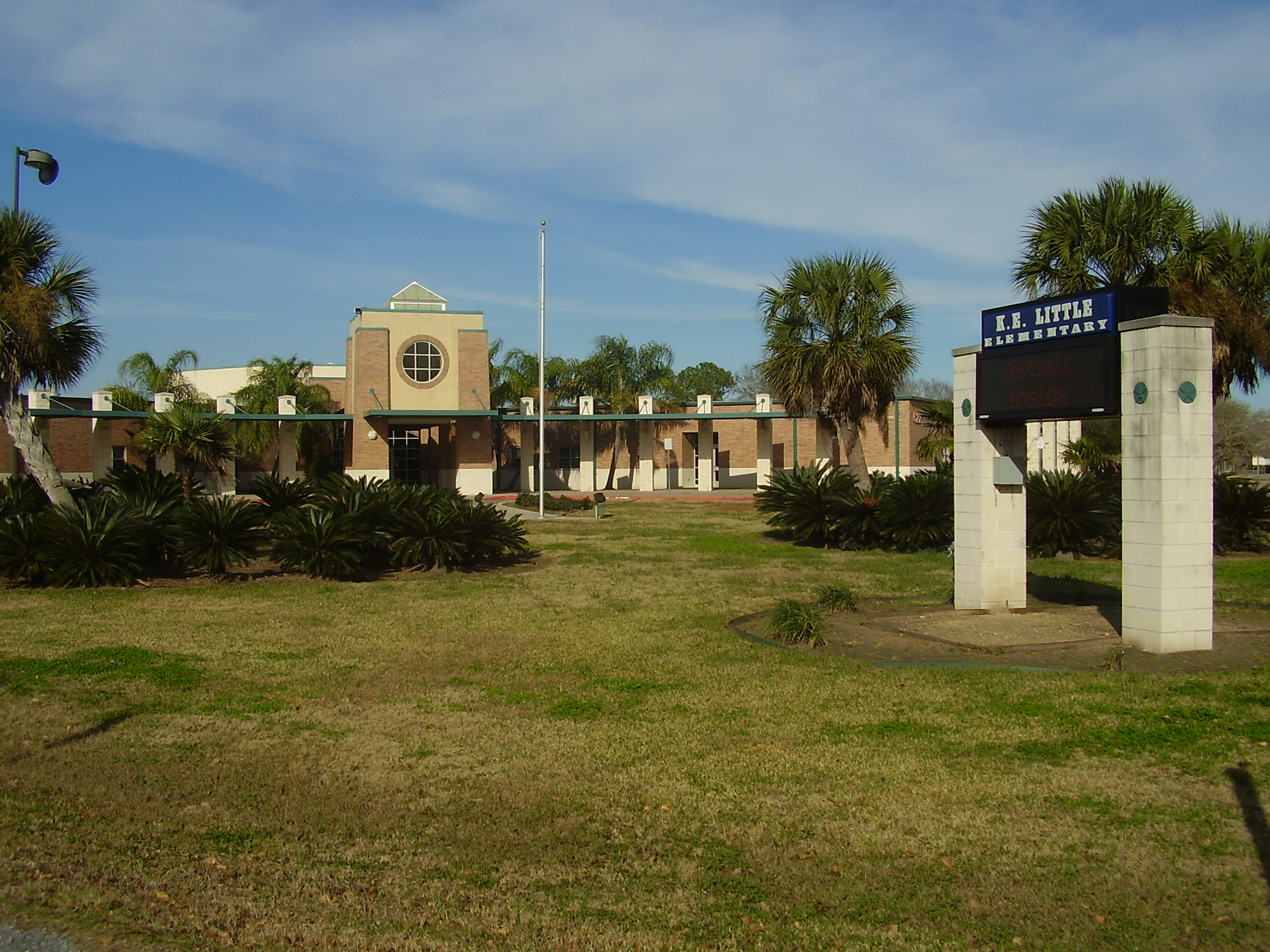
Escuela Primaria Kenneth E. Little

El Distrito Escolar Independiente de Dickinson gestiona escuelas públicas.